# Hospital Nou (Olesa de Montserrat)
L'Hospital Nou és una obra noucentista d'Olesa de Montserrat (Baix Llobregat) protegida com a Bé Cultural d'Interès Local.

## Descripció
Es tracta d'un edifici de dos cossos. El que es protegeix és el més antic (1928) de planta rectangular amb un cos que sobresurt a la part posterior de planta baixa, dues plantes pis i coberta a quatre vessants. Les façanes estan decorades amb franges verticals d'encoixinats a les cantonades i dividint la façana principal en cinc crugies. La central, més gran que les altres quatre és on hi ha l'accés a la planta baixa, dues finestres d'arc de mig punt al primer pis i un finestral tripartit amb arc rebaixat. Les altres crugies tenen dues finestres emmarcades al segon pis. La façana està coronada per una gran cornisa i en la part central, aquesta adopta una forma arrodonida per indicar l'eix de l'edifici. La façana lateral segueix el mateix estil d'obertures i també el coronament. Recentment l'edifici s'ha ampliat ocupant la totalitat del solar, que en l'antic projecte estava destinat a jardí, de manera que ha quedat anul·lada la façana posterior, que tenia com a singularitat les galeries en planta baixa i planta pis. Davant les dues façanes hi ha un pati delimitat per una tanca d'obra que allunya l'edifici del carrer.
(Text procedent de la declaració de BCIL)